# Aqüeducte de l'Espelt
L'Aqüeducte de l'Espelt és un conjunt arquitectònic per a permetre la conducció d'aigües situat entre els municipis d'Igualada i d'Òdena (Anoia). Consta de dipòsit d'aigua, airejador, mina, pont Gran i Xic, tot el conjunt protegit com a bé cultural d'interès local.

## Descripció
Les obres per la conducció d'aigües de l'Espelt a la ciutat d'Igualada es van dur a terme entre els anys 1807 i 1832, amb la construcció de les corresponents mines, fonts, ponts, etc. La mina té una llargada total d'uns 3.828m té una amplada d'uns 0,80m, amb una alçada que varia entre els 1,40m i 2,20m. Les parets i la volta són de pedra amb morter de calç i arena, en alguns sectors la volta està tallada a la roca viva o està formada per tres peces de ceràmica. A l'interior hi ha un espai per a poder transitar i un regueró de pas d'aigua fet d'obra a un nivell més alt, però actualment es fa amb tubs de plàstic. En el decurs del seu recorregut la mina passa per l'interior de dos ponts construïts el 1820, el Pont Gran (torrent Valldaura) i el Pont Xic (prop del torrent Salat).
El pont xic és d'un arc, tot de pedra, i està situat al costat mateix de la carretera general, en un lloc ensotat, sobre el torrent de l'Espelt. Té una inscripció que diu així: "A su benefico hijo Didur que costeó este puente el Dr. Juan Abad presbítero beneficiado se su iglesia parroquial profesor de teologia de la universidad de Cervera en senyal de gratitud le tributa este obsequio. Año 1820.DOM Ygualada".

## Història
En el segle xviii la població d'Igualada creix molt i es crea un problema de l'aigua, car la població el 1797 era de 6.494 habitants, que era el resultat de multiplicar per cinc el cens de principi de segle. Per aquesta raó es va decidir construir un aqüeducte que portés més aigua a la ciutat.
Segons l'estudi documental es pot establir tres etapes en la conducció de l'aigua.
1. La primera etapa començà el 5 de febrer del 1807 i consistí en l'inici d'obres de la conducció de l'aigua de la Font del Poal de l'Espelt a Igualada.[1] El 17 d'agost de 1807 l'arquitecte Pere Serra i Bosch ratifica el pla elaborat el 1791 per Fra Climent de Sant Martí. El 1808 les obres se suspenen a causa de la Guerra del Francès.[1]
2. La segona etapa començà quan les obres es van reprendre, el 29 de març de 1816. El 25 de juliol de 1821 les obres de conducció estan acabades i la gent pot proveir-se d'aigua de "l'enxub".[1]
3. Finalment, la tercera etapa comença el 21 de gener de 1822. P. Serra fa els projectes de les 4 fonts per Igualada, que es col·loquen el 21 de gener de 1827. L'any 1832, finalitza l'obra, amb Font de Neptú a Igualada.[1]